# Kleinfeh

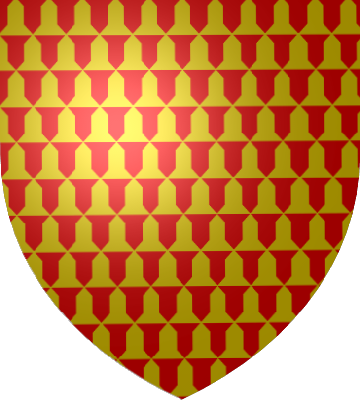
Kleingefehte Sturzfeh

Die Kleinfeh, auch als Grauwerk bezeichnet, gehört in der Heraldik zu den Tinkturen.
Die Darstellung ist wesentlich kleiner als die allgemein gebräuchliche Feh.
Die normale Feh wird mit einer Breite etwa 1/7 von der Schildbreite und die Höhe 2/7 von der Schildbreite dargestellt. Wird das Maß unterschritten, blasoniert der Heraldiker die Kleinfeh. Diese muss dann mehr als normal vier Reihen mit 3½ Fehstücken in allen Farben im Schild oder Feld haben. Die anderen Anordnungen, wie Pfahlfeh, Sturzfeh und sonstige Kombinationen sind auch in dieser Tinktur möglich.
Das Gegenteil ist die Großfeh.